# 1822년 미국 상원의원 선거
1822년 미국 상원의원 선거는 1822년 각 주에서 2명씩 상원의원을 선출했다

## 선거 결과
| 정당       | 의석 수 |
| ---------- | ------- |
| 민주공화당 | 42석    |
| 연방당     | 4석     |